# Championnat d'Italie de rugby à XV 1968-1969
Navigation
Serie A 1967-1968 Serie A 1969-1970
Le Championnat d'Italie de rugby à XV 1968-1969 oppose les douze meilleures équipes italiennes de rugby à XV. Le championnat débute en 1968 et se termine en 1969. Le tournoi se déroule sous la forme d'un championnat unique en matchs aller-retour.
L'Aquila remporte son 2e championnat : les saisons suivantes verront la suprématie des équipes de Vénétie jusqu'en 1990, puisque Trévise, Padoue et Rovigo trusteront 18 titres, à l'exception des années 1975, 1981 et 1982.

## Équipes participantes
Les douze équipes sont les suivantes :
| - L'Aquila - Brescia - CUS Milano - CUS Roma Buscaglione - GS Esercito Napoli - Fiamme Oro | - Olimpic'52 Roma - Parme - Partenope Ignis - Petrarca Padoue - Rugby Rovigo - Metalcrom Trévise |

## Classement
| Rang | Club                  | J  | V  | N | D  | Pm  | Pe  | Diff | Pts |
| ---- | --------------------- | -- | -- | - | -- | --- | --- | ---- | --- |
| 1    | L'Aquila Rugby        | 22 | 18 | 4 | 0  | 350 | 62  | +288 | 40  |
| 2    | Petrarca Padoue       | 22 | 17 | 3 | 2  | 189 | 68  | +121 | 37  |
| 3    | Fiamme Oro Padova (T) | 22 | 15 | 2 | 5  | 196 | 81  | +115 | 32  |
| 4    | Partenope             | 22 | 11 | 5 | 6  | 184 | 142 | +42  | 27  |
| 5    | Metalcrom Trévise     | 22 | 13 | 0 | 9  | 241 | 160 | +81  | 26  |
| 6    | CUS Roma Buscaglione  | 22 | 9  | 2 | 11 | 222 | 161 | +61  | 20  |
| 7    | Olimpic'52 Roma       | 22 | 7  | 5 | 10 | 141 | 175 | -34  | 19  |
| 8    | Rugby Rovigo          | 22 | 8  | 2 | 12 | 113 | 203 | -90  | 18  |
| 9    | Rugby Parma           | 22 | 7  | 1 | 14 | 125 | 217 | -92  | 15  |
| 10   | GS Esercito Napoli    | 22 | 5  | 3 | 14 | 155 | 219 | -64  | 13  |
| 11   | CUS Milano            | 22 | 3  | 2 | 17 | 96  | 361 | -265 | 8   |
| 12   | Rugby Brescia         | 22 | 2  | 3 | 17 | 103 | 278 | -175 | 7   |

|  | Vainqueur (no 1)         |
|  | Relégués (no 11, no 12)  |
|  | T : tenant du titre 1968 |

Attribution des points :  victoire : 2, match nul : 1, défaite : 0.

## Vainqueur
| Entraîneur | Entraîneur             | Sergio Del Grande            |
| Avants     | Pilier                 | Zingarelli                   |
| Avants     | Talonneur              |                              |
| Avants     | Deuxième ligne         | P. Lamanna, Vicini, Zia      |
| Avants     | Troisième ligne aile   | S. Del Grande, Tortiello     |
| Avants     | Troisième ligne centre | G. Di Cola, G. Fugaro        |
| Arrières   | Demi de mêlée          |                              |
| Arrières   | Demi d'ouverture       | Lusi                         |
| Arrières   | Centre                 | Scimia                       |
| Arrières   | Ailier                 | Pacifici, Prosperini, Truppi |
| Arrières   | Arrière                |                              |